# Cees Suijk
Cees Suijk (1921 - onbekend) was een Nederlands dammer die zesmaal meedeed aan het Nederlands kampioenschap dammen, in 1940 eindigde hij op de tweede plek. In 1937 won Suijk het toernooi om de meestertitel en werd nationaal meester.

## Nederlands kampioenschap
Suijk deed 6 keer mee aan het Nederlands kampioenschap. Hij behaalde in 1940 de tweede plaats. De volledige resultaten van Suijk tijdens het Nederlands kampioenschap:
- NK 1937 - gedeelde negende plaats met 9 punten uit 11 wedstrijden.
- NK 1938 - gedeelde tiende en laatste plaats met 8 punten uit 11 wedstrijden.
- NK 1940 - gedeelde tweede plaats met 14 punten uit 11 wedstrijden.
- NK 1948 - gedeelde zevende plaats met 14 punten uit 13 wedstrijden.
- NK 1949 - gedeelde vierde plaats met 14 punten uit 14 wedstrijden.
- NK 1950 - gedeelde tiende en laatste plaats met 8 punten uit 11 wedstrijden.

- Suijk kamponien van D.C.I.J. //IJmuider Courant, 26 augustus 1947, pagina 3 (3/4)